# Лебедев, Геннадий Андреевич
Геннадий Андреевич Лебедев (23 февраля 1951 — 27 декабря 2020) — советский и российский тренер по гандболу, директор гандбольного клуба «Астраханочка». Заслуженный тренер РСФСР (1987), заслуженный работник физической культуры Российской Федерации (2020).

## Биография
Родился 23 февраля 1951 года в селе Цветное Володарского района Астраханской области.
Окончил Астраханское педагогическое училище в 1970 году и Краснодарский государственный институт физической культуры в 1982 году. Работал учителем физкультуры в Трехпротокской восьмилетней школе Наримановского района, откуда позже был призван в армию. После службы в армии работал тренером-преподавателем по спортивной борьбе в ДЮСШ № 4 в 1972—1983 и 1992—2005 годах. Им были подготовлены многие борцы, занимавшие призовые места на чемпионатах СССР, Европы и мира по греко-римской и вольной борьбе. В 1987 году получил звание Заслуженного тренера РСФСР, в 1983—1992 годах — старший тренер сборной Астраханской области по спортивной борьбе.
С 2005 года — председатель Агентства по физической культуре и спорту Астраханской области, с 2008 года — директор спорткомплекса «Звёздный», с 2010 года — директор гандбольного клуба «Астраханочка», который в мае 2016 года выиграл чемпионат России. Организатор международных гандбольных соревнований в спорткомплексе «Звёздный» по гандболу, баскетболу и другим видам спорта, в том числе олимпийского квалификационного турнира к Олимпиаде в Рио-де-Жанейро в 2016 году (хозяйки не только квалифицировались, но и в итоге сумели выиграть турнир).
В августе 2020 года указом Президента Российской Федерации награждён званием «Заслуженный работник физической культуры РФ» с формулировкой «за заслуги в развитии физической культуры и спорта и многолетнюю добросовестную работу». Также был отмечен золотой медалью «За особый вклад в развитие спорта и динамовского движения». Состоял во Всероссийской политической партии «Единая Россия», был членом президиума регионального политического совета Астраханского регионального отделения.
Скончался 27 декабря 2020 года.